# Carlo Francesco Maria Caselli
Carlo Francesco Maria Caselli (Castellazzo Bormida, 20 de outubro de 1740 - Parma, 20 de abril de 1828) foi um cardeal italiano.

## Biografia
Nasceu em Castellazzo Bormida em 20 de outubro de 1740, Gamondio, ou Castellazzo (de 1863 foi chamado Castellazzo Bormida), perto de Alessandria, Piemonte. Ele era o sexto dos oito filhos de Domenico Caselli, arquiteto e agente dos marqueses Pallavicini del Castellazzo, e Caterina Negrone. Os outros irmãos eram Vittorio Amedeo, Francesca Maria, Isabella Barbara, Maria Anna, Angelina, Giuseppe e Paolo Giuseppe. Foi batizado em 28 de outubro de 1740, na catedral de Ss. Pietro e Dalmazzo de Alessandria. Seu padrinho era Carlo Stortiglioni; e sua madrinha era Teresa Quovace. Seu sobrenome também está listado como Casella, Casello, Casellum e de Caselli.
Em 15 de outubro de 1755, recebeu o hábito da Ordem das Servas de Maria no convento de Santa Maria dei Servi del Castellazzo; recebeu o nome de Carlo Francesco Maria; depois foi enviado para estudar no noviciado de Bolonha. Em 31 de outubro de 1756, emitiu a profissão solene na capela do noviciado de Bolonha, perante o reverendo padre mestre Giuseppe M. Orsi, prior, em nome do convento de Castellazzo. Em 4 de novembro de 1756, foi transferido para o convento de San Giuseppe, na mesma cidade, onde completou os três anos de estudos de filosofia; em 12 de junho de 1759, defendeu sua tese de filosofianaquele convento. De 3 de setembro de 1759 a 1762, estudou no convento de San Salvatore, em Turim, onde completou a maior parte dos quatro anos de formação teológica. Em 6 de fevereiro de 1762, recebeu permissão para receber o subdiaconato. Em 5 de junho de 1762, foi transferido para o convento das SS. Annunziata, Florença. No dia 27 de novembro seguinte, ele recebeu permissão para receber o diaconato. Em 15 de dezembro desse mesmo ano, foi transferido para o convento de Pistoia. Em 23 de agosto de 1763, o padre geral da ordem enviou-lhe a carta de permissão para receber a ordenação sacerdotal. Teve que esperar os três meses por causa da dispensação da idade e dos interstícios. Em 20 de setembro de 1763, o superior geral o encaminhou para o convento de S. Marcello em Roma, anexo à casa mãe, na via del Corso, onde ganhou umamestre em teologia em 14 de abril de 1769.
Ordenado em 24 de novembro de 1763, por Federico Alamanni, bispo de Pistoia e Prato. Leitor de filosofia e teologia nas casas de sua ordem em Montecchio (1769-1772); regente dos estudos em Turim (1772-1775); regente dos estudos em Reggio Emilia e Florença (1775-1781); secretário de sua ordem em 1781; em 1785, foi enviado em missão à Suíça. Em sua ordem, secretário e prior provincial no Piemonte, 1785; vigário e visitante na Lombardia, 1786; procurador-geral, 1786; prior geral, 26 de maio de 1792 até a ocupação francesa de Roma em fevereiro de 1798; foi eleito com a votação quase unânime do capítulo geral celebrado em Roma. Consultor da SC dos Ritos em 1793; e da Inquisição Romana e Universal em 30 de outubro de 1795. Em outubro de 1800 em Vercelli, foi escolhido por Giuseppe Spina, arcebispo titular de Corinto, plenipotenciário da Santa Sé para as negociações da concordata com a França, para acompanhá-lo como consultor teológico; chegaram secretamente a Paris em 5 de novembro. Devido à lentidão das negociações conduzidas com o abade Étienne-Alexandre Bernier, representante de Bonaparte, o cardeal Ercole Consalvi juntou-se a eles pessoalmente em Paris em 20 de junho de 1801; o acordo judicial foi assinado em 15 de julho; também acompanhou o Arcebispo Spina na repatriação dos restos mortais do Papa Pio VI. Ele foi um dos membros fundadores da O cardeal Ercole Consalvi juntou-se a eles pessoalmente em Paris em 20 de junho de 1801; o acordo judicial foi assinado em 15 de julho; também acompanhou o Arcebispo Spina na repatriação dos restos mortais do Papa Pio VI. Ele foi um dos membros fundadores da O cardeal Ercole Consalvi juntou-se a eles pessoalmente em Paris em 20 de junho de 1801; o acordo judicial foi assinado em 15 de julho; também acompanhou o Arcebispo Spina na repatriação dos restos mortais do Papa Pio VI. Ele foi um dos membros fundadores daAccademia di Religione Cattolica em 4 de fevereiro de 1801.
Criado cardeal e reservado in pectore no consistório de 23 de fevereiro de 1801; publicado no consistório de 9 de agosto de 1802; recebeu chapéu vermelho, 12 de agosto de 1802; e o título de S. Marcello, 20 de setembro de 1802. Sua promoção havia sido reservada pelo papa para evitar perturbar as negociações da concordata com a França.
Eleito arcebispo titular de Side em 29 de março de 1802. Consagrada em 4 de abril de 1802 a igreja de S. Marcello, Roma, pelo cardeal Giuseppe Spina, auxiliado por Benedetto Fenaja, arcebispo titular de Filippi, e por Simone de Magistris, bispo titular de Cirene. Ele foi membro das comissões cardeais preocupadas com a reconciliação do clero constitucional da França; o exame da concordata com a República Italiana em 1803; e com os projetos de reorganização eclesiástica da Alemanha em 1805. Transferido para a sé de Parma, com título pessoal de arcebispo, em 28 de maio de 1804; tomou posse da sé em 1º de maio de 1805. Acompanhou o Papa Pio VII durante sua viagem a Paris para a coroação do imperador Napoleão Bonaparte, de 2 de novembro de 1804 a 16 de maio de 1805. Também compareceu, em 26 de maio, 1805, a coroação do imperador Napoleão I em Milão como rei da Itália; e depois, no dia 26 de junho seguinte, deu as boas-vindas ao imperador em Parma. A pedido do papa, participou, com o cardeal Carlo Oppizzoni, de uma missão conciliatória perante Napoleão I em Milão em 21 de dezembro de 1807; a missão falhou e o imperador deu um ultimato; o papa censurou amargamente os cardeais por sua fraqueza. Ele foi convidado a ir para a França na primavera de 1810; assistiu ao casamento do imperador Napoleão I Bonaparte e Maria Luísa da Áustria (sentou-se entre os senadores do reino e não com os membros do Sagrado Colégio dos Cardeais); foi considerado um "cardeal vermelho" (não proibido pelo imperador Napoleão I de usar o hábito cardinalício vermelho). Participou, no ano seguinte, do Conselho Nacional dos Bispos Franceses em Paris, 17 de junho a 5 de agosto de 1811; e se esforçou para obter a libertação do Papa Pio VII de sua prisão em Savone. Ele foi acusado publicamente de traição pelo imperador em 28 de julho de 1811 e caiu em desgraça; no entanto, ele participou das negociações da Concordata de Fontainebleau, 25 de janeiro de 1813; ele foi mantido em desconfiança pelo papa. O cardeal retirou-se para sua diocese após a queda de Napoleão I; ali, publicou, em 3 de junho de 1814, uma carta pastoral por ocasião da devolução do ducado de Parma à imperatriz Maria Luísa, de quem era conselheiro particular. Participou no participou das negociações da Concordata de Fontainebleau, 25 de janeiro de 1813; ele foi mantido em desconfiança pelo papa. O cardeal retirou-se para sua diocese após a queda de Napoleão I; ali, publicou, em 3 de junho de 1814, uma carta pastoral por ocasião da devolução do ducado de Parma à imperatriz Maria Luísa, de quem era conselheiro particular. Participou no participou das negociações da Concordata de Fontainebleau, 25 de janeiro de 1813; ele foi mantido em desconfiança pelo papa. O cardeal retirou-se para sua diocese após a queda de Napoleão I; ali, publicou, em 3 de junho de 1814, uma carta pastoral por ocasião da devolução do ducado de Parma à imperatriz Maria Luísa, de quem era conselheiro particular. Participou no conclave de 1823, que elegeu o Papa Leão XII.
Morreu em Parma em 20 de abril de 1828. A missa fúnebre foi celebrada na catedral de Parma. O Cônego Teólogo Francesco Cristani fez o elogio fúnebre. A oração fúnebre foi pronunciada pelo padre Agostino Garbarini, prior cassinese. Foi sepultado na capela do Santíssimo Sacramento daquela catedral, que ele adornara com recursos próprios. Seu monumento fúnebre na catedral foi feito por Tommaso Bandini, discípulo de Lorenzo Bartolini.